# Egidio Miragoli
Egidio Miragoli (ur. 20 lipca 1955 w Gradella di Pandino) – włoski duchowny katolicki, biskup Mondovi od 2017.

## Życiorys
Święcenia kapłańskie otrzymał 23 czerwca 1979 i został inkardynowany do diecezji Lodi. Był m.in. sekretarzem biskupim, obrońcą węzła i promotorem sprawiedliwości w sądzie diecezjalnym, a także proboszczem parafii św. Franciszki Ksawery Cabrini w Lodi.
29 września 2017 papież Franciszek mianował go ordynariuszem diecezji Mondovi. Sakry biskupiej udzielił mu 11 listopada 2017 biskup diecezji Lodi, Maurizio Malvestiti.